# Dầu đọt tím
Dầu đọt tím hay dầu hoa to (danh pháp hai phần: Dipterocarpus grandiflorus) là cây thuộc họ Dầu.
Đây là cây gỗ cứng trung bình, phân bố ở Đông Nam Á và Ấn Độ (đảo Andaman). Gỗ của nó được sử dụng để sản xuất than, làm bột giấy... Dầu nhựa của nó được sử dụng để thắp sáng và xảm thuyền. Cây có tác dụng cố định đạm, chống xói mòn, cải tạo đất và bảo vệ rừng đầu nguồn.
Cây dầu đọt tím có thể đã bị tuyệt chủng.

## Hình ảnh

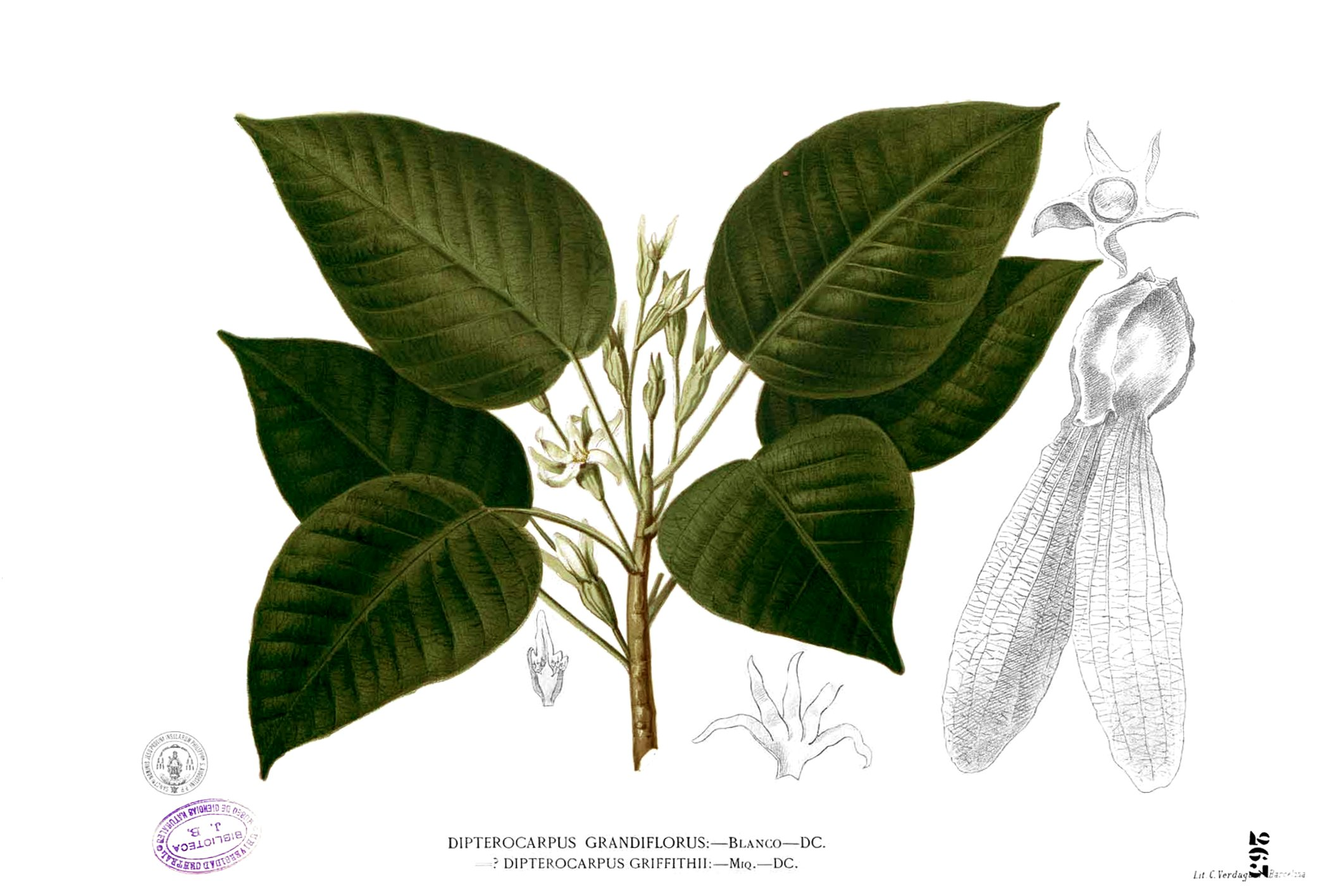
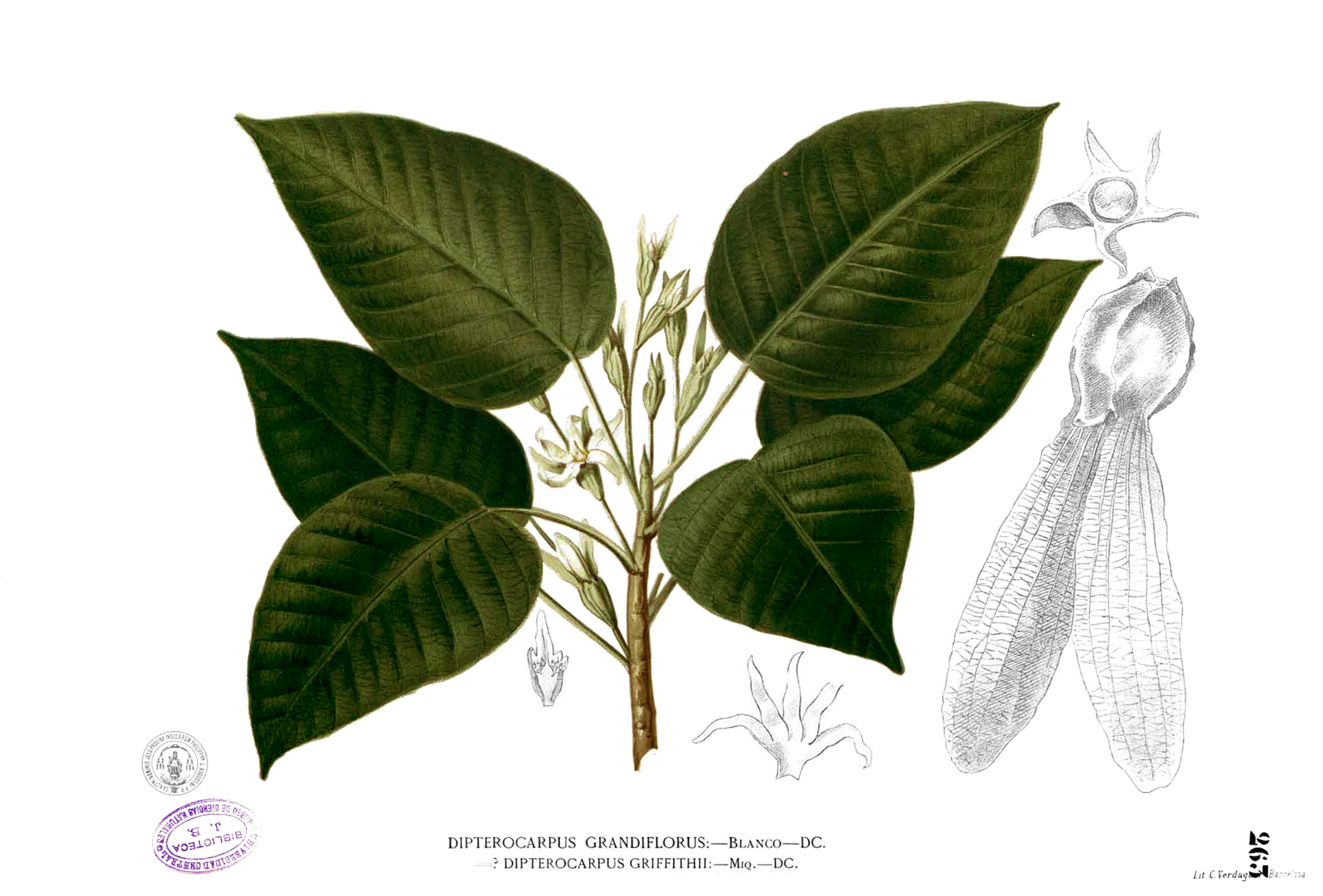

## Miêu tả
Cây dầu đọt tím sinh trưởng trong rừng rậm nguyên sinh, rừng thường xanh hoặc rừng nửa rụng lá. Cây có thể cao đến 40 m, đường kính thân có thể đạt 100 cm, cá biệt đến 135 cm, lá hình trứng hoặc hình bầu dục.

## Sử dụng
Cây cho gỗ, dầu nhựa và tinh dầu. Gỗ dầu đọt tím khá nặng, tỉ trọng từ 650 kg/m³ đến 945 kg/m³ ở độ ẩm 15%, màu đỏ nhạt. Tinh dầu được chưng cất từ nhựa tươi. Trong tinh dầu của cây dầu đọt tím chủ yếu chứa hoạt chất allo-aromadendren (từ 50% đến 95%).